# Hội đồng Bộ trưởng Cuba khóa I (1976–1981)
Hội đồng Bộ trưởng Cuba khóa I được bầu tại phiên họp đầu tiên của Quốc hội Chính quyền Nhân dân diễn ra vào ngày 2 tháng 12 năm 1976.

## Thành viên
| Chức vụ                                                           | Chức vụ                                                                               | Lãnh đạo                     | Lãnh đạo  | Ghi chú                                                                                        |
| Tiếng Việt                                                        | Tiếng Tây Ban Nha                                                                     | Người đứng đầu               | Nhiệm kỳ  | Ghi chú                                                                                        |
| ----------------------------------------------------------------- | ------------------------------------------------------------------------------------- | ---------------------------- | --------- | ---------------------------------------------------------------------------------------------- |
| Chủ tịch Hội đồng Bộ trưởng                                       | Presidentes del Consejo de Ministros                                                  | Fidel Castro Ruz             | 1976-1981 | Kiêm nhiệm Bí thư thứ nhất Trung ương Đảng Cộng sản Cuba                                       |
| Phó Chủ tịch thứ nhất Hội đồng Bộ trưởng                          | Primer Vicepresidente de los Consejos de Estado y de Ministros                        | Raul Castro Ruz              | 1976-1981 |                                                                                                |
| Phó Chủ tịch Hội đồng Bộ trưởng                                   | Vicepresidente de los Consejos de Estado y de Ministros                               | Osvaldo Dorticós Torrado     | 1976-1981 |                                                                                                |
| Phó Chủ tịch Hội đồng Bộ trưởng                                   | Vicepresidente de los Consejos de Estado y de Ministros                               | José Ramón Fernández Álvarez | 1978-1981 |                                                                                                |
| Phó Chủ tịch Hội đồng Bộ trưởng                                   | Vicepresidente de los Consejos de Estado y de Ministros                               | Humberto Pérez González      | 1979-1981 |                                                                                                |
| Phó Chủ tịch Hội đồng Bộ trưởng                                   | Vicepresidente de los Consejos de Estado y de Ministros                               | José López Moreno            | 1979-1981 |                                                                                                |
| Phó Chủ tịch Hội đồng Bộ trưởng                                   | Vicepresidente de los Consejos de Estado y de Ministros                               | Arnaldo Milián Castro        | 1980-1981 |                                                                                                |
| Phó Chủ tịch Hội đồng Bộ trưởng                                   | Vicepresidente de los Consejos de Estado y de Ministros                               | Osmany Cienfuegos Gorriarán  | 1980-1981 |                                                                                                |
| Phó Chủ tịch Hội đồng Bộ trưởng                                   | Vicepresidente de los Consejos de Estado y de Ministros                               | Antonio Esquivel Yedra       | 1981      |                                                                                                |
| Thư ký Hội đồng Bộ trưởng và Ủy ban Điều hành                     | Secretaría del Consejo de Ministros y de su Comité Ejecutivo                          | Osmany Cienfuegos Gorriarán  | 1976-1981 | Kiêm nhiệm Phó Chủ tịch Hội đồng Bộ trưởng                                                     |
| Bộ trưởng Bộ Nông nghiệp                                          | Ministros de la Agricultura                                                           | Rafael Francia Mestre        | 1976-1980 |                                                                                                |
| Bộ trưởng Bộ Nông nghiệp                                          | Ministros de la Agricultura                                                           | Arnaldo Milián Castro        | 1980-1981 | Kiêm nhiệm Phó Chủ tịch Hội đồng Bộ trưởng                                                     |
| Bộ trưởng Bộ Đường                                                | Ministros del Azúcar                                                                  | Marcos Lage Coello           | 1976-1977 |                                                                                                |
| Bộ trưởng Bộ Đường                                                | Ministros del Azúcar                                                                  | Diocles Torralbas            | 1977-1981 |                                                                                                |
| Bộ trưởng Bộ Thương mại                                           | Ministros de Comercio                                                                 | Marcelo Fernández Font       | 1976-1981 |                                                                                                |
| Bộ trưởng Bộ Xây dựng                                             | Ministros de la Construcción                                                          | José López Moreno            | 1976-1981 | Kiêm nhiệm Phó Chủ tịch Hội đồng Bộ trưởng                                                     |
| Bộ trưởng Bộ các Lực lượng Vũ trang Cách mạng                     | Ministros de las Fuerzas Armadas Revolucionarias                                      | Raúl Castro Ruz              | 1976-1981 | Kiêm nhiệm Phó Chủ tịch thứ nhất Hội đồng Bộ trưởng                                            |
| Bộ trưởng Bộ Giáo dục                                             | Ministros de Educación                                                                | Asela de los Santos Tamayo   | 1976-1981 |                                                                                                |
| Bộ trưởng Bộ Nội vụ                                               | Ministros del Interior                                                                | Sergio del Valle Jiménez     | 1976-1979 |                                                                                                |
| Bộ trưởng Bộ Nội vụ                                               | Ministros del Interior                                                                | Ramiro Valdés Menéndez       | 1979-1981 |                                                                                                |
| Bộ trưởng Bộ Truyền thông                                         | Ministros de Comunicaciones                                                           | Pedro Guelmes González       | 1976-1981 |                                                                                                |
| Bộ trưởng Bộ Tư pháp                                              | Ministros de Justicia                                                                 | Armando Torres Santrayll     | 1973-1980 |                                                                                                |
| Bộ trưởng Bộ Tư pháp                                              | Ministros de Justicia                                                                 | Osvaldo Dorticós Torrado     | 1980-1983 |                                                                                                |
| Bộ trưởng Bộ Ngoại giao                                           | Ministros de Relaciones Exteriores                                                    | Isidoro Malmierca Peoli      | 1976-1981 |                                                                                                |
| Bộ trưởng Bộ Y tế công cộng                                       | Ministros de Salud Pública                                                            | José A. Gutiérrez Muñiz      | 1976-1979 |                                                                                                |
| Bộ trưởng Bộ Y tế công cộng                                       | Ministros de Salud Pública                                                            | Sergio del Valle Jiménez     | 1979-1981 |                                                                                                |
| Bộ trưởng Bộ Giao thông                                           | Ministros de Transporte                                                               | Antonio Lussón Battle        | 1976-1980 |                                                                                                |
| Bộ trưởng Bộ Giao thông                                           | Ministros de Transporte                                                               | Guillermo García Frías       | 1980-1981 |                                                                                                |
| Bộ trưởng Bộ Nội thương                                           | Ministros de Comercio Interior                                                        | Serafín Fernández Rodríguez  | 1976-1981 |                                                                                                |
| Bộ trưởng Bộ Công nghiệp Thực phẩm                                | Ministros de la Industria Alimentaria                                                 | Alejandro Roca Iglesias      | 1976-1981 |                                                                                                |
| Bộ trưởng Bộ Mỏ Địa chất                                          | Ministros de Minería y Geología                                                       | Arturo Guzmán Pascual        | 1976-1980 | Bộ bị bãi bỏ                                                                                   |
| Bộ trưởng Bộ Công nghiệp Nhẹ                                      | Ministros de la Industria Ligera                                                      | Nora Fremmeta Silva          | 1976-1980 |                                                                                                |
| Bộ trưởng Bộ Công nghiệp Nhẹ                                      | Ministros de la Industria Ligera                                                      | Manuel Miyares Rodríguez     | 1980-1981 |                                                                                                |
| Bộ trưởng Bộ Thương mại Hàng hải, Hải cảng và Thủy sản            | Ministros de Marina Mercante, Puertos y Pesca                                         | Angel Joel Chaveco Hernández | 1976-1979 | Bộ đổi tên thành Bộ Công nghiệp Thủy sản                                                       |
| Bộ trưởng Bộ Công nghiệp Thủy sản                                 | Ministros de la Industria Pesquera                                                    | José Fernández Cuervo-Vinent | 1980-1981 |                                                                                                |
| Bộ trưởng Bộ Công nghiệp Điện lực                                 | Ministros de la Industria Eléctrica                                                   | José Beltrán Hernández       | 1976-1980 | Bộ bị bãi bỏ                                                                                   |
| Bộ trưởng Bộ Công nghiệp Hóa chất                                 | Ministros de la Industria Química                                                     | Antonio Esquivel Yedra       | 1976-1980 | Bộ bị bãi bỏ                                                                                   |
| Bộ trưởng Bộ Công nghiệp Kim loại                                 | Ministros de la Industria Sideromecánica                                              | Lester Rodríguez Pérez       | 1976-1977 |                                                                                                |
| Bộ trưởng Bộ Công nghiệp Kim loại                                 | Ministros de la Industria Sideromecánica                                              | Marcos Lage Coello           | 1977-1981 |                                                                                                |
| Bộ trưởng Bộ Công nghiệp Cơ bản                                   | Ministros de la Industria Básica                                                      | Joel Domenech Benítez        | 1980-1981 | Bộ thành lập mới trên cơ sở 3 Bộ Mỏ Địa chất; Bộ Công nghiệp Điện lực; Bộ Công nghiệp Hóa chất |
| Bộ trưởng Bộ Văn hóa                                              | Ministros de Cultura                                                                  | Armando Hart Dávalos         | 1976-1981 |                                                                                                |
| Bộ trưởng Bộ Giáo dục Đại học                                     | Ministros de Educación Superior                                                       | Fernándo Vecino Alegret      | 1976-1981 |                                                                                                |
| Bộ trưởng, Thống đốc Ngân hàng Quốc gia Cuba                      | Ministro-Presidente Banco Nacional de Cuba                                            | Raúl León Torrás             | 1976-1981 |                                                                                                |
| Chủ nhiệm Ủy ban Hợp tác Kinh tế Nhà nước                         | Presidente de la Comité Estatal de Colaboración Económica                             | Héctor Rodríguez Llompart    | 1976-1981 |                                                                                                |
| Bộ trưởng, Chủ nhiệm Ủy ban Xây dựng Nhà nước                     | Ministro-Presidente del Comité Estatal de la Construcción                             | Levi Farah Balmaseda         | 1976-1980 | Bãi bỏ chức vụ                                                                                 |
| Chủ nhiệm Ban Kế hoạch Trung ương                                 | Presidente de la Junta Central de Planificación                                       | Humberto Pérez González      | 1976-1981 | Kiêm nhiệm Phó Chủ tịch Hội đồng Bộ trưởng                                                     |
| Chủ nhiệm Ủy ban Lao động và An sinh Xã hội Nhà nước              | Presidente de la Comité Estatal de Trabajo y Seguridad Social                         | Oscar Fernández Padilla      | 1976-1980 |                                                                                                |
| Chủ nhiệm Ủy ban Lao động và An sinh Xã hội Nhà nước              | Presidente de la Comité Estatal de Trabajo y Seguridad Social                         | Joaquín Benavides Rodríguez  | 1980-1981 |                                                                                                |
| Ủy ban Tài chính Nhà nước                                         | Presidente de la Comité Estatal de Finanzas                                           | Francisco García Vals        | 1976-1981 |                                                                                                |
| Ủy ban Vật giá Nhà nước                                           | Presidente de la Comité Estatal de Precios                                            | Santiago Riera Hernández     | 1976-1981 |                                                                                                |
| Ủy ban Cung cấp Công nghệ Vật liệu Nhà nước                       | Presidente de la Comité Estatal de Abastecimiento Técnico Material                    | Irma Sánchez Valdés          | 1976-1981 |                                                                                                |
| Ủy ban Thống kê Nhà nước                                          | Presidente de la Comité Estatal de Estadísticas                                       | Fidel Vascos González        | 1976-1981 |                                                                                                |
| Ủy ban Tiêu chuẩn Nhà nước                                        | Presidente de la Comité Estatal de Normalización                                      | Ramón Darias Rodes           | 1976-1981 |                                                                                                |
| Ủy ban Khoa học và Công nghệ Nhà nước                             | Presidente de la Comité Estatal de Ciencia y Técnica                                  | Zoilo Marinello Vidaurreta   | 1976-1980 | Ủy ban bị bãi bỏ                                                                               |
| Viện trưởng Viện Hàn Lâm Khoa học Cuba                            | Presidente de Academia de Ciencias de Cuba                                            | Wilfredo Torres Yribar       | 1980-1981 |                                                                                                |
| Chủ tịch Viện Du lịch Quốc gia                                    | Presidente de Instituto Nacional de Turismo                                           | Joaquín Góngora Suau         | 1976-1980 |                                                                                                |
| Chủ tịch Viện Du lịch Quốc gia                                    | Presidente de Instituto Nacional de Turismo                                           | Jose Padrón                  | 1980-1981 |                                                                                                |
| Chủ tịch Viện Thể thao, Thể dục và Giải trí Quốc gia              | Presidente de Instituto Nacional de Deportes, Educación Física y Recreación           | Jorge García Bango           | 1976-1980 |                                                                                                |
| Chủ tịch Viện Thể thao, Thể dục và Giải trí Quốc gia              | Presidente de Instituto Nacional de Deportes, Educación Física y Recreación           | Carlos Galván Vila           | 1980-1981 |                                                                                                |
| Chủ tịch Viện Radio và Truyền hình Cuba                           | Presidente de Instituto Cubano de Radio y Televisión                                  | Nivaldo Herrera              | 1976-1981 |                                                                                                |
| Chủ tịch Viện các hệ thống tự động và kỹ thuật tính toán quốc gia | Presidente de Instituto Nacional de Sistemas Automatizados y Técnicas de Computación  | Rodrigo Fernández Monert     | 1976-1981 |                                                                                                |
| Chủ tịch Viện Điều tra và Định hướng nhu cầu nội bộ Cuba          | Presidente de Instituto Cubano de Investigaciones y Orientación de la Demanda Interna | Eugenio Rodríguez Balaris    | 1976-1981 |                                                                                                |
| Bộ trưởng Bộ không Bộ                                             | Ministros de gobierno                                                                 | Antonio Esquivel Yedra       | 1980-1981 | Được bổ nhiệm làm phó chủ tịch Hội đồng.                                                       |
| Bộ trưởng Bộ không Bộ                                             | Ministros de gobierno                                                                 | Jorge Lezcano Pérez          | 1980-1981 |                                                                                                |
| Bộ trưởng Bộ không Bộ                                             | Ministros de gobierno                                                                 | José A. Naranjo Morales      | 1980-1981 |                                                                                                |
| Bộ trưởng Bộ không Bộ                                             | Ministros de gobierno                                                                 | Levi Farah Balmaseda         | 1980-1981 |                                                                                                |